# Agnes de Deus
Agnes of God (br/pt: Agnes de Deus) é um filme estadunidense de 1985, do gênero drama, dirigido por Norman Jewison. O roteiro foi escrito por John Pielmeyer, baseado na peça teatral homônima de sua autoria.[carece de fontes?] A fotografia de Sven Nykvist. 

## Sinopse
A psiquiatra Martha Livingston é enviada a um convento pelo juiz Joseph Leveau para investigar a morte do fruto da suposta concepção virginal da freira noviça Agnes. A psiquiatra tem dificuldade em solucionar o caso, enquanto a madre superiora Miriam Ruth acredita que a gravidez teria sido um milagre.[carece de fontes?]

## Elenco
- Jane Fonda .... dra. Martha Livingston
- Anne Bancroft .... madre Miriam Ruth
- Meg Tilly .... irmã Agnes
- Anne Pitoniak .... mãe da Dra. Livingston
- Winston Rekert .... detetive Langevin
- Gratien Gélinas .... padre Martineau
- Guy Hoffman .... juiz Joseph Leveau
- Gabriel Arcand .... monsenhor
- Françoise Faucher .... Eve LeClaire
- Jacques Tourangeau .... Eugene Lyon

## Recepção
Agnes of God foi recebido com críticas mistas após o lançamento, em 1985, e tem 46% no Rotten Tomatoes.

## Prêmios e indicações
Oscar 1986 (EUA)
- Indicado nas categorias:
  - melhor atriz (Anne Bancroft)[carece de fontes?]
  - melhor atriz coadjuvante (Meg Tilly)[carece de fontes?]
  - melhor trilha-sonora original (Georges Delerue)[carece de fontes?]

Globo de Ouro 1986 (EUA)
- Venceu na categoria de melhor atriz coadjuvante (Meg Tilly)[carece de fontes?]
- Indicada na categoria de melhor atriz em filme dramático (Anne Bancroft)[carece de fontes?]